# Буредай
Буреда́й — деревня в Качугском районе Иркутской области России. Входит в Бутаковское муниципальное образование. 
Находится на левобережье реки Малая Анга, в 27 км к северо-востоку от центра сельского поселения, села Бутаково.

## Население
| 2002 | 2010 | 2011 | 2012 |
| ---- | ---- | ---- | ---- |
| 8    | ↘2   | →2   | →2   |

По данным Всероссийской переписи, в 2010 году в деревне проживали 2 мужчины.